# Charlie Whitehurst
Charlie David Whitehurst, Jr. (Green Bay, Wisconsin, Estados Unidos; 6 de agosto de 1982) es un exjugador profesional de fútbol americano que jugaba en la posición de quarterback.

## Carrera deportiva
Charlie Whitehurst proviene de la Universidad Clemson y fue elegido en el Draft de la NFL de 2006, en la ronda número 3 con el puesto número 81 por el equipo San Diego Chargers.
Ha jugado en los equipos Indianapolis Colts, San Diego Chargers, Seattle Seahawks y Tennessee Titans.